# رز ویلیامز (بازیگر)
رُز ویکتوریا ویلیامز (انگلیسی: Rose Victoria Williams؛ زادهٔ ۱۸ فوریهٔ ۱۹۹۴) بازیگر اهل بریتانیا است. وی از سال ۲۰۱۴ میلادی تاکنون مشغول فعالیت بوده‌است.
از فیلم‌ها یا برنامه‌های تلویزیونی که وی در آن نقش داشته‌است، می‌توان به شوری خاموش، سندیتون، حکومت، مدیچی، تغییر زمین و حادثه اشاره کرد.